# Гребний слалом на літніх Олімпійських іграх 2020 — байдарки-одиночки (жінки)
Змагання з гребного слалому на байдарках-одиночках серед жінок на літніх Олімпійських іграх 2020 відбулися 25 і 27 липня на Слаломній трасі Касаї. Змагалися 27 байдарочниць з 27 країн.

## Передісторія
Це була 9-та поява цієї дисципліни на Олімпійських іграх. Уперше її провели 1972 року, а потім на кожній Олімпіаді, починаючи з 1996-го.
Для чинної олімпійської чемпіонки Маялен Шурро це була четверта участь в Олімпіаді (ще вона здобула бронзу 2012 року). Чинна чемпіонка світу Ева Терчель зі Словенії також взяла участь. 2012 року вона посіла 13-те місце.

## Формат змагань
Змагання з гребного слалому складаються з трьох раундів: попередні запливи, півфінал і фінал. У попередніх запливах кожна байдарочниця двічі проходить трасу. Зараховується кращий з двох результатів. Найкращі 20 виходять до півфіналу. У півфіналі спортсменки роблять одну спробу. Найкращі десять потрапляють до фіналу. У фіналі кожна виконує спробу. Байдарочниця, що показала найкращий час, виграє золоту медаль.
Довжина слаломної траси становить приблизно 250 метрів. Вона має 25 воріт, які байдарочниці мають пройти в правильному напрямку. Штрафний час дають за порушення, як от проходження воріт з неправильного боку або їх торкання.

## Розклад
Вказано Японський стандартний час (UTC+9)
Змагання відбулися упродовж двох розділених днів.
| Дата                    | Час   | Раунд             |
| ----------------------- | ----- | ----------------- |
| Неділя, 25 липня 2021   | 13:00 | Попередні запливи |
| Вівторок, 27 липня 2021 | 14:00 | Півфінал Фінал    |

## Результати
| Місце | Байдарочниця                | Країна                           | Попередні запливи | Попередні запливи | Попередні запливи | Попередні запливи | Попередні запливи | Попередні запливи | Півфінал   | Півфінал   | Півфінал   | Фінал      | Фінал      | Фінал      |
| Місце | Байдарочниця                | Країна                           | 1-ше спроба       | Штр.              | 1-га спроба       | Штр.              | Краща             | Місце             | Час        | Штр.       | Місце      | Час        | Штр.       | Order      |
| ----- | --------------------------- | -------------------------------- | ----------------- | ----------------- | ----------------- | ----------------- | ----------------- | ----------------- | ---------- | ---------- | ---------- | ---------- | ---------- | ---------- |
| Q     | Рікарда Функ                | Німеччина (GER)                  | 101.90            | 2                 | 101.56            | 0                 | 101.56            | 2                 | 103.96     | 4          | 3          | 105.50     | 0          | 1          |
| Q     | Маялен Шурро                | Іспанія (ESP)                    | 108.25            | 2                 | 105.13            | 0                 | 105.13            | 5                 | 107.92     | 2          | 7          | 106.63     | 0          | 2          |
| Q     | Джессіка Фокс               | Австралія (AUS)                  | 104.05            | 0                 | 98.46             | 0                 | 98.46             | 1                 | 105.85     | 2          | 1          | 102.73     | 4          | 3          |
| Q     | Стефані Горн                | Італія (ITA)                     | 109.82            | 2                 | 104.79            | 0                 | 104.79            | 4                 | 108.52     | 0          | 4          | 104.93     | 2          | 4          |
| Q     | Клаудія Зволінська          | Польща (POL)                     | 108.97            | 2                 | 110.46            | 0                 | 108.97            | 10                | 111.76     | 0          | 10         | 104.98     | 4          | 5          |
| Q     | Лука Джонс                  | Нова Зеландія (NZL)              | 110.22            | 4                 | 101.72            | 0                 | 101.72            | 3                 | 106.97     | 2          | 5          | 110.67     | 0          | 6          |
| Q     | Мартіна Веґман              | Нідерланди (NED)                 | 113.29            | 2                 | 109.84            | 0                 | 109.84            | 12                | 108.74     | 2          | 8          | 111.33     | 0          | 7          |
| Q     | Ус Вікторія Володимирівна   | Україна (UKR)                    | 120.09            | 2                 | 113.99            | 4                 | 113.99            | 17                | 109.53     | 2          | 9          | 111.85     | 0          | 8          |
| Q     | Елішка Мінталова            | Словаччина (SVK)                 | 107.67            | 2                 | 117.55            | 10                | 107.67            | 8                 | 107.18     | 0          | 2          | 108.36     | 50         | 9          |
| Q     | Кімберлі Вудс               | Велика Британія (GBR)            | 109.63            | 2                 | 107.82            | 4                 | 107.82            | 9                 | 109.00     | 0          | 6          | 121.09     | 56         | 10         |
| Q     | Вікторія Вольффгардт        | Австрія (AUT)                    | 114.63            | 0                 | 112.28            | 0                 | 112.28            | 16                | 112.11     | 0          | 11         | не пройшла | не пройшла | не пройшла |
| Q     | Еві Лейбфарт                | США (USA)                        | 125.85            | 2                 | 111.70            | 2                 | 111.70            | 15                | 112.73     | 0          | 12         | не пройшла | не пройшла | не пройшла |
| Q     | Ана Сатіла                  | Бразилія (BRA)                   | 108.22            | 2                 | 106.82            | 0                 | 106.82            | 7                 | 114.62     | 0          | 13         | не пройшла | не пройшла | не пройшла |
| Q     | Марія-Зелія Лафон           | Франція (FRA)                    | 121.48            | 6                 | 110.25            | 2                 | 110.25            | 13                | 113.81     | 2          | 14         | не пройшла | не пройшла | не пройшла |
| Q     | Катержина Міхаржик Кудейова | Чехія (CZE)                      | 107.87            | 0                 | 106.41            | 0                 | 106.41            | 6                 | 114.15     | 2          | 15         | не пройшла | не пройшла | не пройшла |
| Q     | Моніка Дорія                | Андорра (AND)                    | 110.57            | 2                 | 110.54            | 4                 | 110.54            | 14                | 118.15     | 0          | 16         | не пройшла | не пройшла | не пройшла |
| Q     | Міназова Алсу Філюсівна     | Олімпійський комітет Росії (ROC) | 120.60            | 2                 | 115.39            | 4                 | 115.39            | 20                | 116.66     | 4          | 17         | не пройшла | не пройшла | не пройшла |
| Q     | Наемі Брендль               | Швейцарія (SUI)                  | 230.37            | 100               | 135.00            | 8                 | 135.00            | 24                | 117.91     | 4          | 18         | не пройшла | не пройшла | не пройшла |
| Q     | Акі Ядзава                  | Японія (JPN)                     | 129.87            | 8                 | 127.91            | 6                 | 127.91            | 22                | 124.73     | 0          | 19         | не пройшла | не пройшла | не пройшла |
| Q     | Лі Тун                      | Китай (CHN)                      | 117.27            | 2                 | 114.36            | 2                 | 114.36            | 19                | 126.86     | 4          | 20         | не пройшла | не пройшла | не пройшла |
| Q     | Софія Рейносо               | Мексика (MEX)                    | 132.89            | 4                 | 143.19            | 8                 | 132.89            | 23                | 132.34     | 4          | 21         | не пройшла | не пройшла | не пройшла |
| Q     | Джейн Ніколас               | Острови Кука (COK)               | 150.17            | 2                 | 120.10            | 4                 | 120.10            | 21                | 138.84     | 6          | 22         | не пройшла | не пройшла | не пройшла |
| Q     | Флоранс Мае                 | Канада (CAN)                     | 114.29            | 0                 | 135.35            | 2                 | 114.29            | 18                | 148.37     | 4          | 23         | не пройшла | не пройшла | не пройшла |
| Q     | Ева Терчеліj                | Словенія (SLO)                   | 115.93            | 8                 | 109.11            | 2                 | 109.11            | 11                | 112.48     | 50         | 24         | не пройшла | не пройшла | не пройшла |
| 25    | Катерина Смирнова           | Казахстан (KAZ)                  | 180.46            | 52                | 135.25            | 6                 | 135.25            | 25                | не пройшла | не пройшла | не пройшла | не пройшла | не пройшла | не пройшла |
| 26    | Чан Чу Хань                 | Китайський Тайбей (TPE)          | 182.95            | 56                | 136.66            | 8                 | 136.66            | 26                | не пройшла | не пройшла | не пройшла | не пройшла | не пройшла | не пройшла |
| 27    | Селія Жодар                 | Марокко (MAR)                    | 171.38            | 14                | 258.46            | 108               | 171.38            | 27                | не пройшла | не пройшла | не пройшла | не пройшла | не пройшла | не пройшла |